# Estevanico

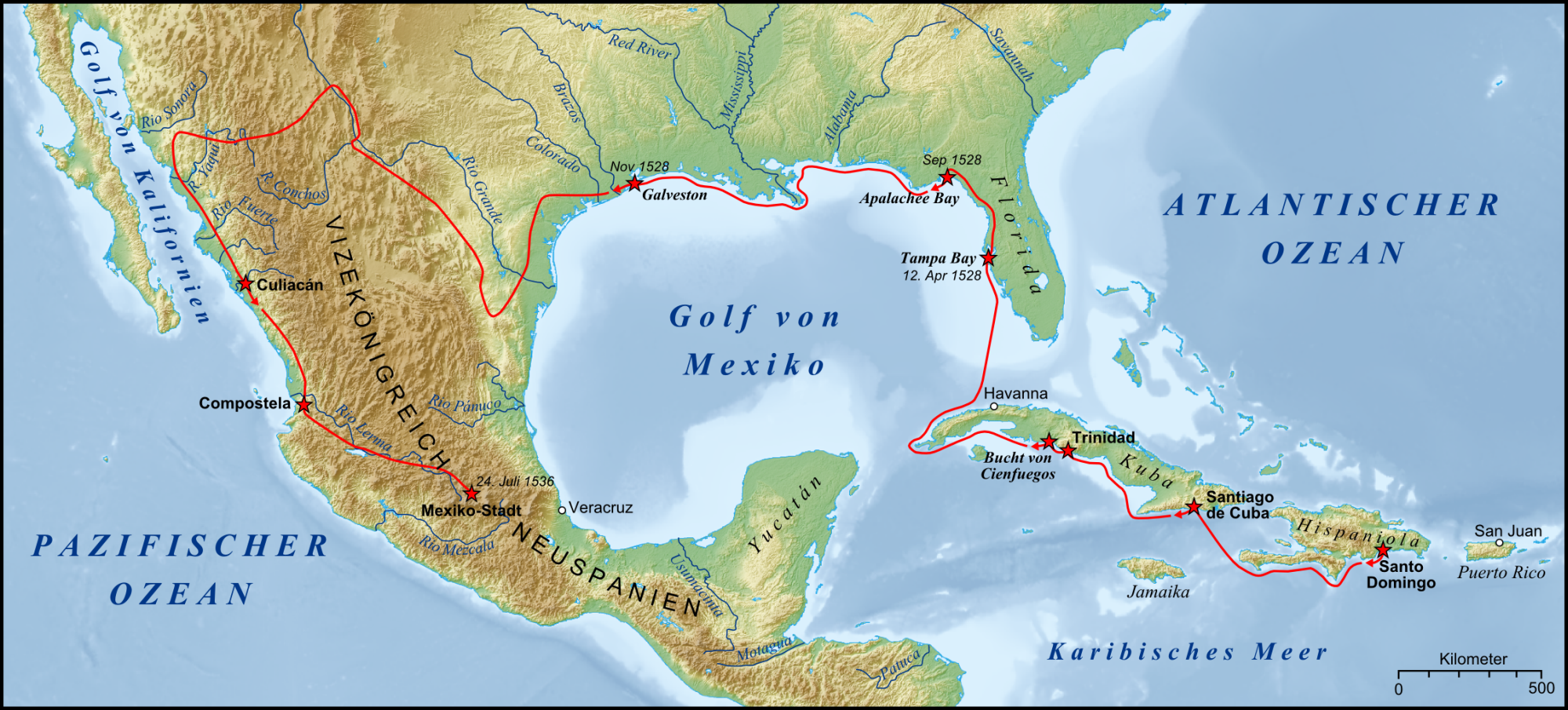
Kaart van de Narváez-expeditie en de route die Estevanico volgde door Amerika heen

Mustafa Azemmori (Azemmour, ca. 1500 - Hawikuh, 1539), beter bekend onder zijn slavennaam Estevanico, was een Marokkaanse ontdekkingsreiziger uit Azemmour. Hij was een van de eerste moslims in Amerika. Estevanico nam deel aan de expeditie van Pánfilo de Narváez.

## Biografie
Estevanico was afkomstig uit de stad Azemmour aan de Atlantische kust in het Marokko van de Wattasiden. Er is weinig bekend over de jeugd van Estevanico, maar hij werd aangeduid als een Moor, een Noord-Afrikaanse moslim. De exacte reden dat hij in de slavernij terecht kwam is ook onduidelijk. Hij werd vóór 1527 in Spanje gedoopt met de christelijke naam Estevanico en werd de slaaf van Andrés Dorantes de Carranza. In dat jaar zeilde hij samen met zijn meester Dorantes naar Cuba om daar samen met 600 anderen deel te nemen in een expeditie die georganiseerd was door Pánfilo de Narváez. Narváez had koninklijk goedkeurig gekregen voor het koloniseren van de noordelijke grenzen van Nieuw-Spanje in Florida.
De expeditie kwam terecht in de Tampabaai en vele soldaten stierven door ziekte of door aanvallen van de inheemse stammen. Na vijf maanden in Florida besloot Narváez om vlotten te bouwen en daarmee naar Mexico te zeilen. Vele van de expeditieleden, waaronder Narváez zelf, verdronken in de Golf van Mexico, maar Estevanico was een van de tachtig personen die Galveston Island bij Texas wisten te bereiken. Hij verliet het eiland samen met Dorantes, maar toen ze eenmaal het vasteland hadden bereikt werden ze door een inheemse stam gevangen genomen. Zes jaar lang moest Estevanico naast zijn meester werken. Ze konden in 1534 ontsnappen toen ze herkend werden door Álvar Núñez Cabeza de Vaca en ze deden er vervolgens twee jaar over om de kust van de Stille Oceaan te bereiken. In deze periode wisten ze te overleven door zich voor te doen als medicijnmannen. Door middel van gebarentaal was Estevanico ook in staat om te communiceren met de inheemse stammen.
In 1536 vonden Spaanse slavenhandelaren Estevanico en zijn drie metgezellen, waaronder Dorantes, gekleed als inheemse inwoners. Deze brachten hen naar Mexico-stad en daar werd Estevanico door Dorantes verkocht aan onderkoning Antonio de Mendoza. Hij werd er vervolgens op uitgestuurd om een andere Spaanse expeditie de binnenlanden van Noord-Amerika te begeleiden. Hij zou vervolgens door de Pueblos gevangen zijn genomen en stierf vervolgens in 1539.

## In populaire cultuur
De Amerikaans-Marokkaanse schrijver Laila Lalami schreef in 2014 de roman The Moor's Account (Nederlandse vertaling: La Florida) over het leven van Estevanico.